# Piaski (Lipniak)
Piaski – część kolonii Lipniak w Polsce, położona w województwie lubelskim, w powiecie łukowskim, w gminie Stanin. Obok przepływa Bystrzyca, niewielka rzeka dorzecza Wisły.
W latach 1975–1998 Piaski należały administracyjnie do województwa siedleckiego.